# Cherascói fegyverszünet
A cherascói fegyverszünetet 1796. április 28.-án kötötték meg a piemonti Cherascóban, az első koalíciós háború során.

## Előzmények
Ez volt Napoléon Bonaparte tábornok első diplomáciai sikere, amellyel elérte, hogy a piemontiak kilépjenek az első koalícióból. Bonaparte észak-itáliai hadjárata mindössze 18 nappal korábban kezdődött, de e rövid idő alatt az osztrákok vereséget szenvedtek a montenottei (április 12.), a degói (április 14-15.), Piemontban a millesimói (április 13-14.) és a mondovì (április 21.) csatákban. A mondovì győzelmet követően a franciák észak felé, Cherasco irányába nyomultak előre, ahol közvetlenül fenyegették III. Viktor Amadé szárd–piemonti királyt és fővárosát, Torinót.

## A szerződés
A Szárd–Piemonti Királyság először április 23-án kért fegyverszünetet, de a tárgyalások csak 27-én kezdődtek meg, miután a franciák elfoglalták Cherascót. Bonaparte tábornok viszonylag enyhe feltételeket kínált. A szárd–piemonti király megtarthatta trónját és országának függetlenségét annak fejében, hogy átadja a Cuneo (Coni), Tortona és Alessandria erődjeit. Cuneo birtoklása biztosította Bonaparte tábornok számára az összeköttetési vonalakat Franciaország déli részén lévő központjaival, míg Tortona és Alessandria erődjei lehetővé tették számára, hogy hadműveleteket indítson az osztrákok ellen, akik még mindig egy nagy hadsereggel állomásoztak Észak-Itáliában, Beaulieu táborszernagy parancsnoksága alatt. Bonaparte követelte az áthaladás jogát egész Piemonton keresztül, és a jogot arra, hogy a futárai szabadon mozoghassanak Torinón és Susán keresztül Párizs felé. (Így a futárok által Franciaország felé megteendő távolság a felére csökkent.) III. Viktor Amadé király elismerte francia birtoknak az Alpok nyugati részén fekvő Savoyát és Nizzát, amit a franciák a háborúban már korábban elfoglaltak.
Az enyhébb feltételekkel megkötött fegyverszünet nem tetszett a francia direktóriumnak, több zsákmányt akartak. Bonaparte tábornoknak azonban inkább arra volt szüksége, hogy biztosítsa hátországát és összeköttetési vonalait ahhoz a hadjárathoz, amit a közeljövőben tervezett az osztrákok ellen a Pó folyó széles síkságán keresztül, Mantova elfoglalására.

## A párizsi béke
A cherascói fegyverszünet után május 15-én írták alá Párizsban a végleges békemegállapodást, melynek értelmében a Szárd–Piemonti Királyság átadta Franciaországnak a Nizzai Grófságot, a Savoyai Hercegséget, Tendát és Bregliót, és kötelezte magát arra, hogy saját területén biztosítja a francia csapatoknak a szabad átvonulást.

## Fordítás
- Ez a szócikk részben vagy egészben  az   Armistice de Cherasco című francia Wikipédia-szócikk fordításán alapul.  Az eredeti cikk szerkesztőit annak laptörténete sorolja fel. Ez a jelzés csupán a megfogalmazás eredetét és a szerzői jogokat jelzi, nem szolgál a cikkben szereplő információk forrásmegjelöléseként.